# Michałowo (Gostyń)
Pour les articles homonymes, voir Michałowo.
Michałowo (prononciation : [mixaˈwɔvɔ]) est un village polonais de la gmina de Piaski dans le powiat de Gostyń de la voïvodie de Grande-Pologne dans le centre-ouest de la Pologne.
Il se situe à environ 4 kilomètres à l'est de Piaski (siège de la gmina), à 9 kilomètres à l'est de Gostyń (siège du powiat) et à 59 kilomètres au sud de Poznań (capitale régionale).
Le village possède une population de 277 habitants en 2015.

## Histoire
De 1975 à 1998, le village faisait partie du territoire de la voïvodie de Leszno.

Depuis 1999, Michałowo est situé dans la voïvodie de Grande-Pologne.